# Дениализм
Дениали́зм (англ. denialism, от denial «отрицание») — форма мировоззрения, основанная на отрицании реальности, противоречащей личным убеждениям индивида, отказ принять эмпирически проверяемую точку зрения из-за нежелания отказаться от своей собственной. Дениализм выражается в создании и следовании иррациональным учениям, противоречащим опыту, или отрицающим то или иное историческое событие. В науке дениализм — это отрицание основных фактов и концепций, которые являются частью научного консенсуса по предмету, в пользу радикальных и спорных идей. Среди различных идеологических движений и идей, противоречащих современным научным данным, обычно выделяют отрицание того, что вирус ВИЧ вызывает СПИД, отрицание геноцида (отрицание Холокоста, отрицание геноцида армян и др.), различные формы креационизма, в частности, движение «разумного замысла», «научный креационизм» и отрицание реальности биологической эволюции как таковой, движение антивакцинаторов, отрицание изменения климата или взаимосвязи глобального потепления с антропогенными факторами, псевдоисторию.

Дениалисты часто используют выборочное представление фактов. Например, если выбрать лишь период с 1998 года по 2012 год, то можно утверждать, что глобального потепления не происходит

Дениалисты используют следующие приёмы:
- утверждения, что большинство учёных придерживается противоположной точки зрения, поскольку они участвуют в сложном и скрытом заговоре;
- ссылки на ложных экспертов (часто материально заинтересованных) одновременно с очернением реальных экспертов;
- выборочное представление фактов, использование нескольких научных работ, которые бросают вызов общепринятому консенсусу, выискивание недостатков в статьях, поддерживающих консенсус, чтобы дискредитировать его;
- установление трудноосуществимых условий, при которых они готовы согласиться с консенсусом. Например, табачные компании придумали критерии, которые они называют «хорошей эпидемиологической практикой[англ.]». Согласно им, например, отношение шансов менее 2, не будет считаться доказательством связи между курением и заболеваниями. Иными словами, если люди, подвергающиеся воздействию табачного дыма, имеют чуть менее, чем в 2 раза больше шансов заболеть раком легких, то табачные компании будут отрицать возможное влияние курения[10];
- использование таких приёмов, как попытка увести спор в другом направлении, ложная аналогия[англ.] (например, утверждение, что Вселенная — это сложный механизм, который, как и все сложные механизмы, имеет своего создателя), подмена тезиса (например, утверждение, что надо доказать безопасность каждого ГМО, а иначе все ГМО следует считать опасными, несмотря на наличие уже проверенных и признанных безопасными ГМО).